# A hazug detektív
A hazug detektív (eredeti címén The Lying Detective) a Sherlock című televíziós sorozat tizenkettedik epizódja. A történet alapjául Sir Arthur Conan Doyle "A haldokló detektív" című novellája szolgált, mind a cselekmény tekintetében, mind az aktuális főgonosz, Culverton Smith tekintetében.
2017. január 8-án mutatták be a BBC-n. 

## Cselekmény
|  | Alább a cselekmény részletei következnek! |

John Watson továbbra sem hajlandó találkozni Sherlockkal, mert Mary halála miatt továbbra is padlón van, és ezért a férfit hibáztatja. Egy új terapeutát keresett magának, akivel megpróbálja feldolgozni a problémáját – még mindig azt hallucinálja, hogy Mary életben van. Eközben a közismert filantróp milliárdos, Culverton Smith, maga köré gyűjti közvetlen kollégáit, és lányát, Faith-et, és bevallja nekik, hogy hamarosan meg fog ölni valakit. Csakhogy mielőtt ezt megtenné, mindannyiuknak beadat egy furcsa szérumot, melynek hatására perceken belül elfelejtik mindazt, amit mondott nekik. Faith memóriája törlődése előtt még képes arra, hogy leírjon néhány töredékes gondolatot, majd felkeresi Sherlock Holmes-t. Sherlock ismét a drog rabja lett, hajléktalan felfedezettjével, Bill Wigginssel együtt tölti legtöbb idejét, és borzalmasan elhanyagolt állapotban van. Az ügy eleinte nem is érdekli – mondván, a hallott név a következtetése szerint egyetlen szó, egy név pedig legalább két szóból áll – , majd szép lassan nekilát a felgöngyölítésének, de csakis azért, mert kikövetkezteti, hogy Faith öngyilkos jellem. Miután elhagyta a házat, hetek után először, ez Mycroft figyelmét is felkelti, aki figyeltetni kezdi öccsét. Aggodalmában még Johnt is felhívja, és véletlenül utal rá, hogy talán lehet egy harmadik, eddig eltitkolt Holmes-fivér is.
Sherlock az egész éjszakát Faith-tel tölti a városban, majd reggel úgy dönt, elvállalja az ügyét. A drogok miatt azonban elveszíti az eszméletét, és észreveszi, hogy Faith eltűnt. Valahogy hazakeveredik, és közben rájön, hogy az egy szó, az áldozat neve, az a "bárki", tehát egy sorozatgyilkossal áll szemben. Culverton Smith iránti elfogultsága egyre inkább eluralja őt, a drogok őrületes mellékhatásaival egyetemben, így Mrs. Hudson egy óvatlan pillanatban megbilincseli, majd berakatja a piros Aston Martinjába, és Johnhoz viszi, aki épp a terapeutájánál van. Sherlock meggyőzi Johnt, hogy segítsen neki rábizonyítani Culverton Smithre a gyilkosságokat, majd nem sokkal később egy Culverton által küldött autó áll meg a ház előtt, majd ezt követően Molly Hooper, hogy kivizsgálja Sherlockot. Mint kiderül, bámulatos módon ő ezt már két héttel korábban leszervezte, annak ellenére, hogy John csak pár napja váltott terapeutát – emberismeretével kitalálva, hogy a körülötte lévő emberek mit tennének.
Sherlock, John, és Culverton Smith előbb egy stúdióban, majd a milliárdos által támogatott és róla elnevezett kórházban tesznek látogatást. Ott folyamatosan célozgat arra, némiképp tréfálkozva, hogy ő egy gyilkos, majd elvezeti őket kórháza kedvenc részébe: a hullaházba, ahol egy közismert amerikai sorozatgyilkosra, H.H. Holmes-ra tesz utalásokat. Culverton azt is elmondja nekik, hogy mivel övé a kórház, így bárhová szabad bejárása van, és szinte bármit megtehet. Sherlock nagyon közel jár hozzá, hogy leleplezze őt, és ehhez egyetlen momentum hiányzik: Faith megjelenése. A megérkező nő azonban nem az a nő, akivel ő korábban találkozott. A bosszús és felültetett Sherlock, akire Culverton már nyíltan ráfogja, hogy a drogok mellékhatása miatt hallucinál, egy szikével a milliárdosra támad, de John megállítja. Összeveri, miközben megvádolja azzal, hogy Mary miatta halt meg.
Sherlock ramaty állapotban kerül be, éppen Smith kórházába, ahol John még egyszer meglátogatja, majd nem sokkal ezt követően Culverton Smith megy be hozzá, egy titkos rejtekajtón keresztül. Sherlock könyörög neki, hogy ölje meg, miközben azt is mondja, hogy nem akar meghalni. Mielőtt Culverton hozzákezdene, végre bevall neki mindent. Azt azonban nem tudja, hogy mindent Sherlock tervezett el, miután Mary a videóüzenetében megkérte rá, hogy mentse meg John Watsont, azzal, hogy elmegy a pokolba. Johnt csak azáltal mentheti meg, ha hagyja, hogy John mentse meg őt, de ehhez a legmélyebb gödörbe kellett taszítania saját magát is. Miután John is meglátja Mary videoüzenetét, rögtön a kórházba rohan, ahol megakadályozza, hogy Culverton Smith megfojtsa Sherlockot. A milliárdos azt hiszi, nincs bizonyíték a beismerő vallomására, csakhogy Sherlock túljárt az eszén: a hangrögzítő, melyre az egészet felvette, végig John ajándékként hozott botjában volt elhelyezve. John és Sherlock viszonya normalizálódik, miközben Culverton óriási beismerő vallomásba kezd, Lestrade nagy bánatára.
Később John a terapeutájának meséli el a történteket, aki elszólja magát a harmadik Holmes-testvér kapcsán. Mint kiderül, a terapeuta igazából nem az, akinek látszik, hanem a harmadik Holmes-testvér, Eurus, aki felfedi magát: ő játszotta el Faith szerepét, és ő volt az a nő a buszon, akivel John korábban SMS-eket is váltott. Egy pisztolyt húz elő, és azzal lelövi Johnt. Közben Sherlock is felfedezi, hogy az általa Faith-nek hitt nő tényleg létezik, és nem csak hallucináció: megtalálja a nála felejtett jegyzetét, melyre ultraibolya fényben látható módon a "Hiányoztam?" feliratot írták.
|  | Itt a vége a cselekmény részletezésének! |

## Szereplők
| Szereplő                               | Színész              | Magyar hang        |
| -------------------------------------- | -------------------- | ------------------ |
| Sherlock Holmes                        | Benedict Cumberbatch | Simon Kornél       |
| Dr. John Watson                        | Martin Freeman       | Görög László       |
| Mrs. Hudson                            | Una Stubbs           | Tímár Éva          |
| Lestrade felügyelő                     | Rupert Graves        | Sarádi Zsolt       |
| Mycroft Holmes                         | Mark Gatiss          | Kálid Artúr        |
| Mary Watson                            | Amanda Abbington     | Ruttkay Laura      |
| Culverton Smith                        | Toby Jones           | Scherer Péter      |
| Molly Hooper                           | Louise Brealey       | Csuha Borbála      |
| Faith Smith / Terapeuta / Eurus Holmes | Sian Brooke          | Kardos Eszter      |
| Bill Wiggins                           | Tom Brooke           |                    |
| Lady Elizabeth Smallwood               | Lindsay Duncan       | Menszátor Magdolna |

## Érdekességek
- Ebben az epizódban újra tanúbizonyságát láthatjuk annak, hogy Sherlock mennyire ismeri fejből a londoni utcákat. Kóborlása közben olyan utakat jár be, melyekkel trágár üzeneteket hagy a bátyjának.
- Nem egészen egyértelmű, hogy miért nem látható Eurus azokon a kamerafelvételeken, amelyeken mint Faith sétálgatott Sherlockkal. Valószínűleg valamilyen módon képes volt manipulálni a kamerák képét.
- "A nagy játszma" című epizód után újra láthatjuk, hogy Sherlock, ha unatkozik, a falba lövöldöz.
- A "Botrány Belgraviában" című epizódban Sherlock által megmentett Irene Adler még mindig küld neki SMS-eket, amint azt az epizódban is láthatjuk, bár ő sosem válaszol rájuk. Ebből kiderül, hogy a Nő is tudja, mikor van a tanácsadó nyomozó születésnapja.
- Az epizód cselekménye egyetlen apróságon állt vagy bukott. Ha John nem találja meg Mary DVD-jét, vagy esetleg meg sem nézi, akkor Sherlock mindenképpen meghal, hiszen ő csak ennek hatására látta be, hogy Culverton Smith mégsem ártatlan, és hogy Sherlock Holmes mégsem hallucinál.
- Eurus nevének jelentése "keleti szél". Mycroft a harmadik évad utolsó epizódjában már tett ezzel kapcsolatos utalást, akkor azonban nem volt megmagyarázva, mit is jelent ez.